# Апис
Апис је у египатској митологији било божанство у виду бика које је обожавано у области Мемфиса. Према Манетону, обожавање Аписа је увео фараон Ранеб из Друге династије. Аписово име се налази на најстаријим споменицима, али се о њему мало зна све до периода Новог краљевства. Свечана сахрањивања бикова наговештавају да је ритуално жртвовање било део обожавања раних говедоликих божанстава и да бик може представљати неког краља који је постао божанство после смрти. Називан је „обновом живота“ мемфиског божанства Птаха, али после смрти је постајао Осорапис, тј. Озирис Апис, баш као што су мртви људи били придружени Озирису, краљу подземног света. Овај Осорапис се поистовећивао са хеленистичким Сераписом и можда је био исто што и он. Грчки писци су учинили Аписа инкарнацијом Озириса, игноришући његову везу са Птахом.
Апис је био најважнији од свих светих животиња у Египту, и као што је био случај са другима, његов значај се временом увећавао.